# حارة بيت عرهب (صنعاء)
حارة بيت عرهب هي إحدى حارات حي الجراف الشرقي بمديرية شعوب إحد مديريات العاصمة اليمنية صنعاء، بلغ تعداد سكانها 2429 نسمة حسب تعداد اليمن لعام 2004.